# Carola Ganzer
Carola Ganzer (* 25. April 1966) ist eine ehemalige deutsche Fußballspielerin.

## Karriere
Als die Frauenfußballmannschaft des FC Bayern München in der Saison 1991/92 ihre zweite Saison in der ein Jahr zuvor neu gegründeten und zweigleisigen Bundesliga anging, gehörte Carola Ganzer zum Kader der Mannschaft. In der Gruppe Süd bestritt sie ihr einziges Punktspiel in der höchsten Spielklasse am 1. September 1991 (2. Spieltag) bei der 0:2-Niederlage im Auswärtsspiel gegen den VfL Sindelfingen.
Von 1992 bis 1995 gehörte sie dem Stadtrivalen FC Wacker München an. In der ersten und letzten Saison bestritt sie 22 Bundesligaspiele, in der zweiten Saison spielte sie für die Mannschaft in der seinerzeit zweitklassigen Bayernliga.
In der Saison 1996/97 trat sie erneut in der Bundesliga in Erscheinung; sie bestritt zehn Punktspiele für den VfL Sindelfingen. Bei dieser Mannschaft gelang ihr am 3. November 1996 (7. Spieltag) beim 3:0-Sieg im Heimspiel gegen VfR 09 Saarbrücken ihr einziges Bundesligator.

## Erfolge
- Zweimaliger Aufstieg in die Bundesliga Süd 1992, 1994 (mit dem FC Wacker München)